# Лужецкий стан
Лужецкий стан — административно-территориальное образование в составе Боровского уезда в XVII—XVIII веках.

## География
Находился на территории современных Медынского, Боровского и Малоярославецкого районов Калужской области.

## Этимология
Лужа — крупная река в Калужской и Московской области, у берегов Лужи располагаются селения стана.
Также, Лужа — исчезнувший город, который находился вблизи Малоярославца. Географический центр стана — деревня Лужное (ранее Волынка).
Лужа был центром многих волостей и слободок, далее упоминается Лужецкая волость и Лужецкий стан. До XIX века считалось, что Лужа — это первоначальное название Малоярославца, но есть документы, где эти города упоминаются отдельно. Точки зрения, что Лужа — это отдельный город, придерживался историк Владимир Николаевич Дебольский(1876-1917).
Есть версия, что городище Лужи находится у ныне существующей деревни Отяково Боровского района.
Другое мнение, Лужа находилась вблизи деревни Панское.
Также  Городище в XVII веке упоминается среди пустошей села Юрьевское Степана Андреевича Загряжского.
В договорной грамоте князя великого князя рязанского Олега Ивановича и Дмитрия Донского 1381 года Лужа, Верея и Боровск названы бывшими рязанскими городами.
По духовной грамоте 1401-1402 серпуховского князя Владимира Андреевича Храброго город Лужа отошел к его жене, княгине Елене.
В последний раз упоминается в духовной грамоте Елены Ольгердовны в 1433-ом году.

## История
В 1626-м году в составе Лужецкого стана упоминается  церковь что был погост Спасский, в приделе Николая Чудотворца на реке Онега. На оброке у крестьян села Редькина села Боболи (рядом современные Брюхово и Глухово)  князя Михаила Васильевича Долгорукого.
В 1678 году в стан входили:
селения помещиков:
- сельцо Лукьянищево;
- село Троицкое,что была деревня Зеленина;
- сельцо Щуплинское(Ищеино);
- деревня что была пустошь Поречья;
- сельцо Обрамовское;
- деревня Желтова;
- деревня Тюнино;
- сельцо Висящая;
- сельцо Асеневское;
- деревня Малахова;
- деревня Булгакова— вероятно Бураково;
- деревня Тишнева;
- деревня Рышково;
- деревня Брехова;
- сельцо Мосолово;
- деревня Пирогово.

селения вотчинников
- село Пирютино (Одоевское тож);
- деревня Синявино;
- село Троецкое, что была деревня Зеленина;
- сельцо Гордеево;
- село Юрьевское (Трубецкое);
- деревня Костино;
- деревня Афанасово;
- деревня Щигалева;
- сельцо Асеневская;
- деревня Малахова;
- деревня Рышкова;
- село Сатино.

## Населенные пункты
- Абрамовское
- Асеньевское
- Адуево
- Висящево
- Глухово
- Сатино
- Юрьевское